# Aeroport Internacional de Sfax
L'Aeroport Internacional de Sfax o Aeroport Internacional de Safx-Thyna és un aeroport internacional de Tunísia a la governació de Sfax, al sud de la delegació de Sfax al costat de la ciutat de Thyna. El seu codi és SFA. Es troba en una plataforma civil i militar. Té una capacitat de 200.000 passatgers a l'any però només treballa a la meitat d'aquesta capacitat (5.431 avions el 2006 contra 50.000 a Tunis, 35.000 a Monastir i 25000 a Djerba) i el seu tràfic representa el 90% nacional. Està administrat per l'Oficina de Ports Aeris de Tunísia (OPAT, del 1970 al 1998 Oficina de l'Aviació Civil i dels Aeroports, OACA) que depèn del Ministeri de Transports de Tunísia.